# Horacio Quiroga
Horacio Silvestre Quiroga Forteza (n. 31 decembrie 1878, Uruguay – d. 19 februarie 1937, Buenos Aires, Argentina) a fost un scriitor argentinian de origine uruguayană. Influențele lui Quiroga pot fi observate în operele lui Gabriel García Márquez și Julio Cortázar. A înfățișat cu mare forță realistă natura regiunilor subtropicale ale Argentinei și viața dramatică a lucrătorilor de pe plantații.

## Opera
- Anaconda
- Povești de dragoste, de nebunie și de moarte
- Poveștile pădurii.

1. ↑  Catálogo de Autoridades de la Biblioteca Nacional de Uruguay, accesat în 12 aprilie 2024
2. ↑  Czech National Authority Database, accesat în 1 martie 2022
3. ↑  Autoritatea BnF, accesat în 10 octombrie 2015
4. ↑  CONOR.SI[*] Verificați valoarea |titlelink= (ajutor)
5. ↑  Czech National Authority Database, accesat în 30 august 2020
6. 1 2  Catálogo de Autoridades de la Biblioteca Nacional de Uruguay, accesat în 7 aprilie 2024